# Wang Dongxing
Wang Dongxing (ur. 1 stycznia 1916, zm. 21 sierpnia 2015) – chiński działacz komunistyczny.
Od 1955 roku wiceminister bezpieczeństwa publicznego. Był dowódcą elitarnej Jednostki 8341, zajmującej się ochroną członków KC KPCh i rządu oraz szefem osobistej ochrony Mao Zedonga. W latach 1966–1969 był członkiem Grupy do spraw Rewolucji Kulturalnej przy ChALW, a w latach 1969-1973 zasiadał w Biurze Politycznym KPCh. W kwietniu 1976 roku pacyfikował demonstracje na placu Tian’anmen. 
Za namową marszałka Ye Jianyinga w nocy z 5 na 6 października 1976 roku aresztował bandę czworga. W 1977 roku został za to wynagrodzony stanowiskiem wiceprzewodniczącego KC KPCh. W 1980 roku należał do tzw. małej bandy czworga, sprzeciwiającej się reformom Deng Xiaopinga, za co został usunięty ze wszystkich zajmowanych stanowisk.